# Heidi Kurkinen
Heidi Kurkinen (ur. 19 marca 1984 w Kajaani) – fińska snowboardzistka. Nie startowała na igrzyskach olimpijskich. Na mistrzostwach świata najlepszy wynik uzyskała na mistrzostwach w Kreischbergu, gdzie zajęła 13. miejsce w halfpipe’ie. Najlepsze wyniki w Pucharze Świata osiągnęła w sezonie 2002/2003, kiedy to zajęła 6. miejsce w klasyfikacji halfpipe’a. Jest wicemistrzynią świata juniorów w halfpipe’ie z 2002 r.
W 2006 r. zakończyła karierę.

## Sukcesy

### Mistrzostwa Świata
| Miejsce | Dzień       | Rok  | Miejscowość | Konkurencja | Zwycięzca     |
| ------- | ----------- | ---- | ----------- | ----------- | ------------- |
| 13.     | 16 stycznia | 2003 | Kreischberg | Halfpipe    | Doriane Vidal |
| 22.     | 22 stycznia | 2005 | Whistler    | Halfpipe    | Doriane Vidal |

### Puchar Świata

#### Miejsca w klasyfikacji generalnej
- 2001/2002 – –
- 2002/2003 – –
- 2003/2004 – –
- 2004/2005 – –
- 2005/2006 – 182.

#### Miejsca na podium
1. Ruka – 13 marca 2002 (Halfpipe) – 2. miejsce
2. Stoneham – 21 grudnia 2002 (Halfpipe) – 1. miejsce